# Forest Fair Village
Forest Fair Village (anteriormente Cincinnati Mall, Cincinnati Mills y Forest Fair Mall) es un centro comercial en los suburbios del norte de Cincinnati, la tercera ciudad más poblada del estado de Ohio (Estados Unidos). Está situado en la frontera entre Forest Park y Fairfield, en el cruce de la Interestatal 275 y Winton Road (Salida 39). El centro comercial, construido en fases entre 1988 y 1989 como Forest Fair Mall, se ha hecho famoso por su turbulenta historia; a pesar de ser el segundo centro comercial más grande del estado y traer muchos minoristas nuevos al mercado, perdió tres tiendas ancla (B. Altman and Company, Bonwit Teller y Sakowitz) y su propietario original LJ Hooker a la bancarrota menos de un año después de la apertura. El centro comercial se sometió a renovaciones a mediados de los años 1990, atrayendo nuevas tiendas como Kohl's, Burlington Coat Factory y Bass Pro Shops. Mills Corporation cambió el nombre de la propiedad a Cincinnati Mills en 2002 y la volvió a renovar. Después de la venta de la cartera de Mills a Simon Property Group, el centro comercial se vendió varias veces después, sin dejar de perder a muchos de sus inquilinos clave. Después de haber sido renombrado a Cincinnati Mall y nuevamente a Forest Fair Village en los años 2010, la propiedad se ha reducido a menos de cinco inquilinos a partir de 2017, y los planes de remodelación se han estancado en gran medida. Kohl's y Bass Pro Shops se encuentran entre las pocas tiendas que quedan.

## Historia
Inicialmente, el sitio en la esquina noreste del intercambio de la carretera interestatal 275 con Winton Road consistiría únicamente en Bigg's, una cadena de hipermercados local. El desarrollador minorista australiano LJ Hooker adquirió la propiedad del desarrollador original Amega en 1986 y eligió hacer de Bigg's una tienda ancla para un gran centro comercial cerrado, que se llamaría Forest Fair Mall. Según estos planes, este constaría de 139 355 m² de espacio comercial, con el 70 por ciento del edificio en Forest Park y el 30 por ciento en Fairfield. En julio de 1987, los desarrolladores de centros comerciales también habían declarado que otros dos grandes almacenes se habían comprometido con el proyecto: Higbee's y Bonwit Teller. En general, Forest Fair Mall sería el segundo centro comercial más grande del estado de Ohio en el momento de la construcción, solo detrás del ahora desaparecido Randall Park Mall en North Randall, un suburbio de Cleveland. También en 1987, Hooker compró una participación mayoritaria tanto en Bonwit Teller como en otros tres grandes almacenes: B. Altman and Company, Parisian y Sakowitz. B. Altman fue confirmado como arrendatario en noviembre de 1987 y parisino en marzo de 1988, mientras que las negociaciones con Sakowitz comenzaron en octubre de 1988.

### Desde 1988 hasta 1990: Apertura y primeros años
La primera fase del centro comercial, con Bigg's y aproximadamente otras 20 tiendas, abrió el 11 de julio de 1988. Un mes antes de esto, Higbee's se retiró del proyecto después de ser comprado por una empresa conjunta de Dillard's y Edward J. DeBartolo Sr. Como resultado, B. Altman fue reubicado de su tienda originalmente planeada al espacio desocupado por Higbee's., dejando así una tienda ancla vacía y provocando retrasos en la apertura del resto del centro comercial. Inmediatamente después de que se abriera el ala del centro comercial Bigg, se confirmó al anciano-Beerman para el ancla desocupada que dejó la reubicación de B. Altman. Como resultado, el resto de la apertura del centro comercial se retrasó hasta octubre de 1988 y nuevamente hasta el 1 de marzo de 1989. Aproximadamente un tercio de los inquilinos del centro comercial estaban abiertos para este día, incluidos Bonwit Teller, B. Altman, Parisian y el patio de comidas. A mediados de año, el élder-Beerman y Sakowitz también habían abierto. 
Otros inquilinos incluían un restaurante australiano llamado Wallaby Bob's, un café al estilo de los años 1950, Oshman's Sporting Goods, y un cine de ocho pantallas llamado Super Saver. Muchos de los inquilinos eran únicos en ese momento: Wallaby Bob's fue "la primera cervecería-restaurante del país que opera en un centro comercial suburbano", mientras que otro inquilino, Koala Klubhouse, fue la primera guardería con licencia que se ubicó en un centro comercial estadounidense. Otro inquilino importante presente en el día de la inauguración fue un complejo de entretenimiento de 9290 m² llamado Time Out, que cuenta con un carrusel y un campo de minigolf. Un artículo de 1989 en The Cincinnati Enquirer describió el centro comercial como "entrando en aguas desconocidas" debido a que Sakowitz, B. Altman, Parisian y Bonwit Teller no solo son nuevos en el mercado de Cincinnati, sino también debido al desfase entre los precios de la mercancía disponible en esas tiendas, y los salarios de los obreros del área.
LJ Hooker se declaró en quiebra poco después de la apertura del centro comercial, debido a la deuda acumulada por la expansión de la empresa en Estados Unidos. La compañía puso a la venta Forest Fair en junio de 1989, con un precio inicial de 200 millones de dólares. En este punto, solo el 65 por ciento del espacio del centro comercial en línea estaba ocupado, y el centro comercial se describió como "en dificultades" debido a la gran cantidad de vacantes, principalmente en el ala B. Altman. La proximidad tanto a Northgate Mall como a Tri-County Mall también fue citada como un factor en las dificultades del centro comercial, particularmente debido a que este último experimentó una expansión poco después de la apertura de Forest Fair. A pesar de los problemas del centro comercial, los propietarios de Parisian notaron que las ventas de la tienda eran lo suficientemente fuertes como para que la empresa considerara la expansión en el mercado de Cincinnati. Como parte de la declaración de quiebra de LJ Hooker, la compañía ofreció a la venta los cuatro grandes almacenes que había adquirido. Parisian fue vendido de nuevo a su propiedad anterior, mientras que los otros tres grandes almacenes recibieron la orden de liquidación. Las otras seis tiendas B. Altman comenzaron a liquidarse en noviembre de 1989, aunque la tienda Forest Fair se mantuvo abierta en ese momento, debido a la preocupación de los abogados de LJ Hooker de que cerrar la tienda reduciría el valor del centro comercial. Las ventas de liquidación comenzaron en agosto de 1990 en las ubicaciones de Forest Fair de los tres grandes almacenes. Todas las otras tiendas Sakowitz también fueron liquidadas en este punto, junto con todas las ubicaciones de Bonwit Teller, excepto dos. Estas ubicaciones, ambas en el norte del estado de Nueva York, se vendieron a The Pyramid Companies. En octubre de 1990, el centro comercial fue vendido a una sociedad llamada FFM Limited, dirigida por un grupo de bancos que le había prestado a LJ Hooker la mayor parte de los 250 millones de dólares en costos de construcción.

### Década de 1990: 'The Shops at Forest Fair' y remodelación
En 1992, los propietarios anunciaron un nuevo concepto para el centro comercial, conocido como The Shops at Forest Fair (o sea Las Tiendas en la Feria del Bosque). Bajo este concepto, cada ala se enfocaría en un tema diferente. El ala suroeste, con Parisian y Elder-Beerman como tiendas ancla, se convirtió en The Fashions at Forest Fair (La Moda en la Feria del Bosque), con ropa y grandes almacenes tradicionales; el ala noroeste, antes hogar de B. Altman, se convirtió en The Lifestyles at Forest Fair (El estilo de Vida en la Feria del Bosque), con tiendas enfocadas en la decoración del hogar, entretenimiento y artículos deportivos; el ala oriental anclada por Bigg's se convirtió en The Markets at Forest Fair (Los Mercados en la Feria del Bosque), que presentaba inquilinos centrados en "valor, servicios y conveniencia"; y el antiguo Bonwit Teller y el patio central se convirtieron en The Festival at Forest Fair (El Festival en Forest Fair), enfocado en entretenimiento y nuevos restaurantes. Además, la tienda de ropa Dawahares, con sede en la ciudad de Lexington, abrió su primera tienda en Ohio en el espacio vacío de Sakowitz, mientras que Subway y Hot Dog on a Stick se unieron al patio de comidas.
Para junio de 1993, se habían abierto nuevas tiendas, incluida una de música y videos Sam Goody / Suncoast Motion Picture Company en el ala Lifestyle y una tienda de electrónica CompUSA en el ala Markets. En ese momento, cada una de las otras alas estaba alquilada en un 90 por ciento, excepto el ala Lifestyle, que solo estaba alquilada en un 25 por ciento. Debido al aumento del tráfico provocado por las nuevas tiendas, se construyeron muchos nuevos locales en el intercambio de la I-275, mientras que el aumento de las empresas también impulsó los ingresos fiscales en Forest Park. Aunque se propuso una tienda de muebles para el hogar llamada HOME para la antigua tienda B. Altman como parte de las renovaciones de 1992, el espacio permaneció vacío hasta finales de 1994, cuando Kohl's lo alquiló, ya que la primera de las tres tiendas abrió ese año. tras la entrada de la cadena en el mercado de Cincinnati.
El centro comercial se puso a la venta nuevamente en 1995, y FFM señaló que la asociación no tenía la intención de mantener la propiedad durante más de cinco años. Aunque Phillips Edison & Company había hecho una oferta, fue superada por Gator Investments, con sede en Miami, que la compró en enero de 1996. En 1996, Meijer abrió al otro lado de la calle desde el lado izquierdo del centro comercial. Varias tiendas ancla cambiaron bajo la propiedad de Gator: Dawahares cerró a fines de 1996 debido a las malas ventas, Berean Christian Stores firmó un contrato de arrendamiento de 10 años por 1974 m² con la Librería cristiana en el centro comercial a fines de 1997, mientras que Parisian cerró en junio de 1998 y Guitar Center reemplazó a CompUSA en agosto de 1998 después de que esta se mudara a una ubicación más grande frente al Tri-County Mall. Un gimnasio llamado Moore's Fitness también abrió durante este período.

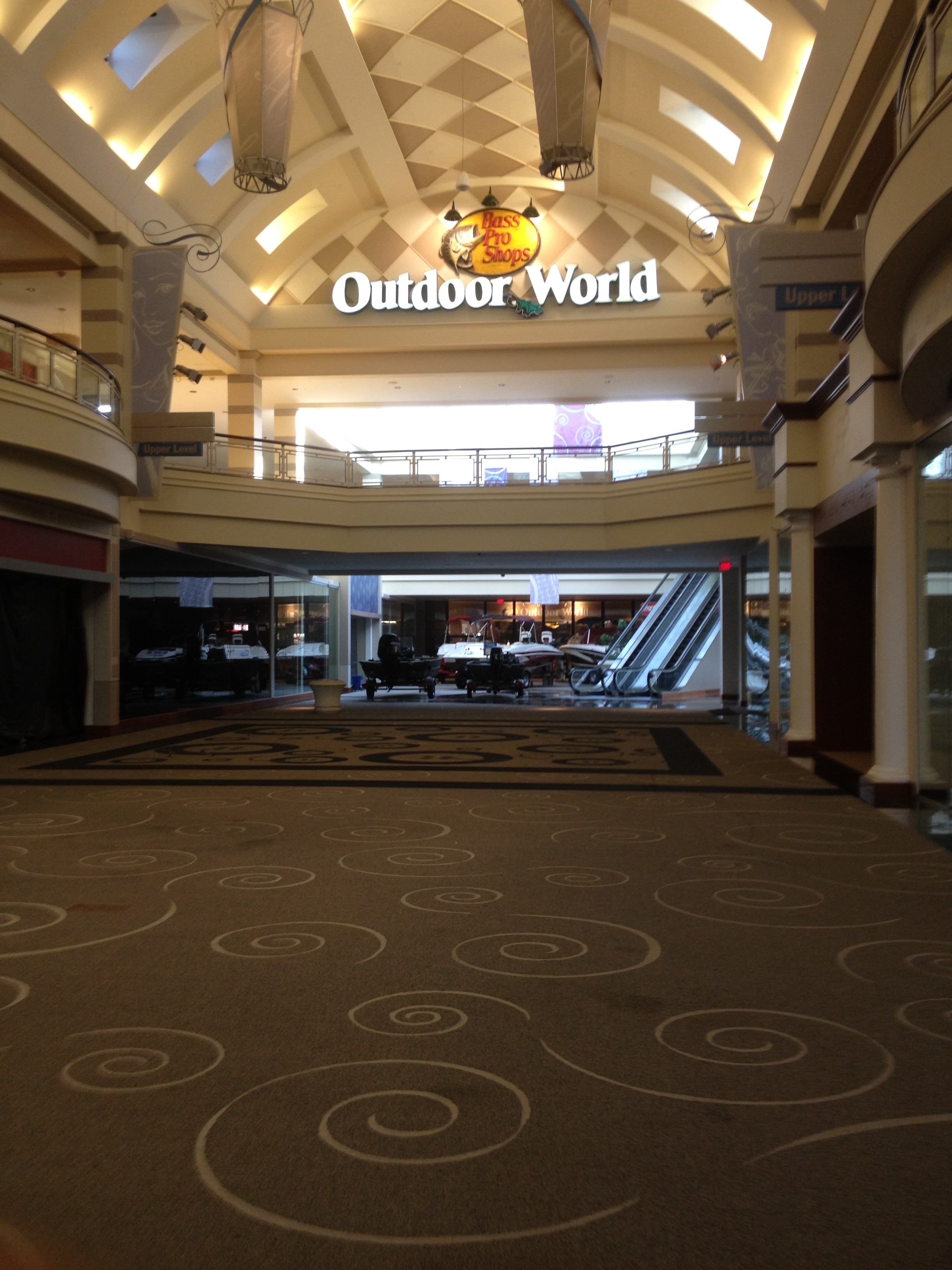
Entrada al centro comercial Bass Pro Shops, cuya tienda era originalmente una tienda Parisian.

A finales de 1999 y principios de 2000, Gator Investments inició un segundo plan de renovación que atrajo a varios inquilinos nuevos. Bajo estos planes, trabajaron con Glimcher Realty Trust como agente de arrendamiento. El centro comercial experimentó una gran cantidad de cambios poco después, incluidas tres tiendas ancla que abrieron todas en octubre de 2000: Bass Pro Shops abrió en el antiguo Parisian, Burlington Coat Factory reemplazó a la antigua ala "Festival", y Stein Mart entró en Ohio con una tienda outlet temporal en el espacio que anteriormente ocupaba Dawahares. También se unieron al centro comercial entre 2000 y 2001 Media Play, Off 5th (una división de tiendas de Saks Fifth Avenue), y la primera tienda de ropa deportiva de Steve & Barry en Ohio. Estas tiendas fueron parte de una reconceptualización del centro comercial como "un centro minorista de valor con comerciantes nuevos en el mercado". Fomentando esta reconceptualización fue la adición de nuevos lugares de entretenimiento, incluyendo un club nocturno llamado Metropolis, un nuevo complejo teatral Showcase Cinemas con asientos de estadio, y un nuevo lugar de juegos para niños llamado Wonderpark.

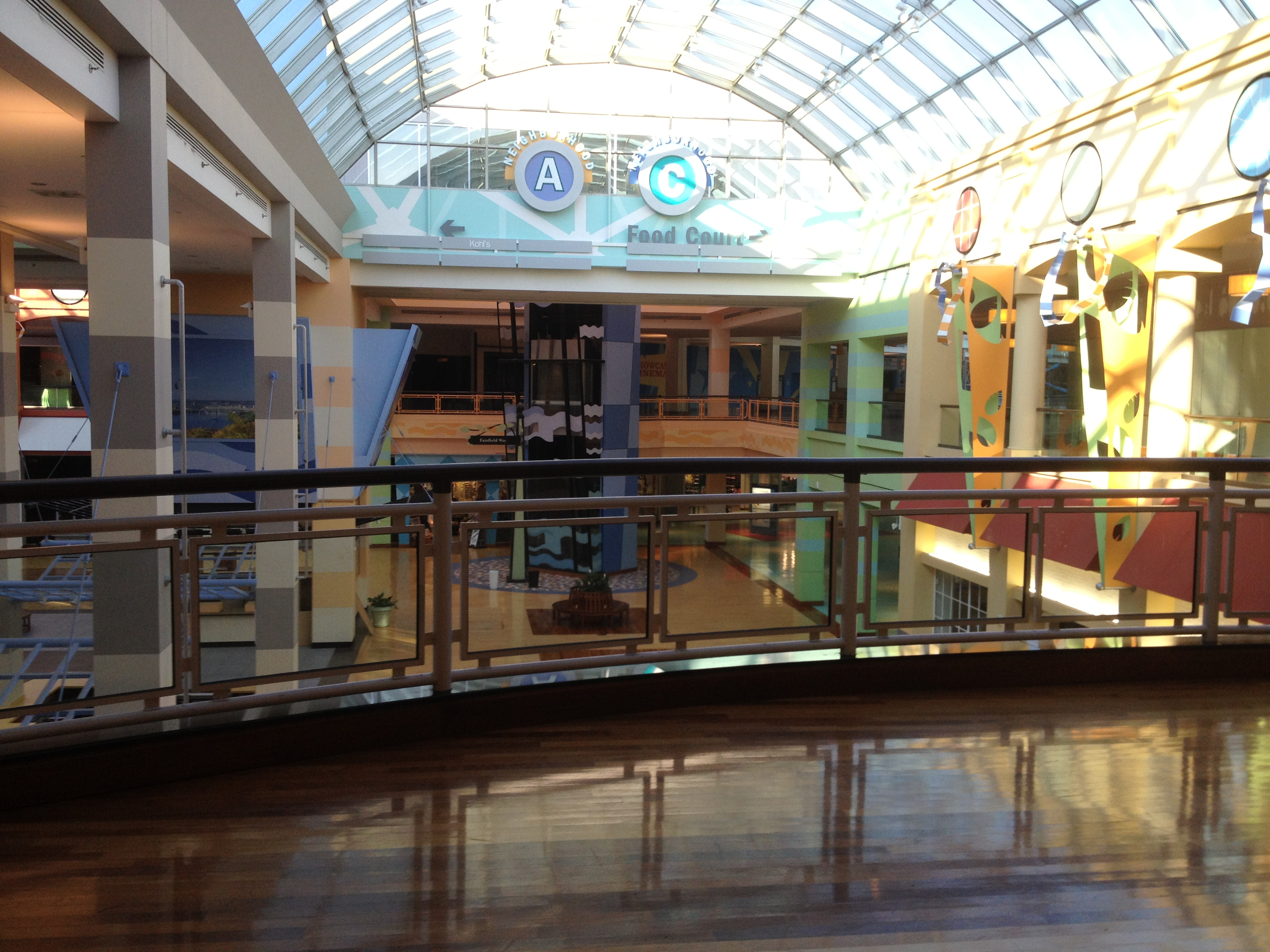
El patio central central del centro comercial en 2013, como se ve desde el nivel superior del ala Bass Pro Shops.

Mills Corporation compró el centro comercial a Gator Investments en septiembre de 2002 y anunció que el centro comercial se sometería a una mayor remodelación, junto con un cambio de nombre a Cincinnati Mills. Como parte de la remodelación, Mills obligó a muchas pequeñas empresas independientes a abandonar la propiedad. Las renovaciones comenzaron en enero, que incluyeron pintura, pisos y letreros nuevos en todas partes, junto con una decoración con temas diferentes para cada ala del centro comercial, típica de las propiedades desarrolladas por Mills en ese momento.
Elder-Beerman anunció el cierre de su tienda en 2003, ya que la cadena quería centrarse en tiendas más pequeñas en mercados con menor población. Después de un proyecto de renovación de 70 millones de dólares, el centro comercial reabrió oficialmente como Cincinnati Mills en agosto de 2004. Como parte del desarrollo de Mills, Babies "R" Us reemplazó a Stein Mart, y Johnny's Toys se había abierto en el nivel superior del antiguo Elder-Beerman, mientras que el teatro Super Saver más antiguo se vendió a la cadena de teatros local Danbarry y rebautizado como Dollar Saver. Los inquilinos en línea en este punto se enfocaban principalmente en tiendas de descuento y comodidades adecuadas para familias, como era típico de otras propiedades desarrolladas por Mills. En enero de 2005, el centro comercial tenía una ocupación del 90 por ciento.
A pesar de estas renovaciones, la tenencia del centro comercial comenzó a decaer nuevamente en 2006. Esto incluyó la pérdida de Media Play, que cerró por completo, y Johnny's Toys, que se cerró para que Steve & Barry's pudiera crear una tienda más grande utilizando toda la antigua tienda Elder-Beerman. Además, el presidente de Bigg's informó que su tienda en el centro comercial había tenido problemas constantemente con las ventas debido a que estaba ubicada en la parte trasera de la propiedad. También contribuyeron a la disminución la competencia continua con los centros comerciales Northgate y Tri-County, junto con un centro comercial al aire libre más nuevo llamado Bridgewater Falls en las cercanías de Hamilton; demografía de clase baja que rodea el centro comercial; falta de familiaridad del comprador con los inquilinos especializados dentro; presentaciones de quiebra de inquilinos clave; y complicaciones de un escándalo contable en el que estuvo involucrada la corporación Mills. Simon Property Group adquirió la cartera de Mills en 2007.

### Desde 2008 hasta el presente: Cincinnati Mall, Forest Fair Village

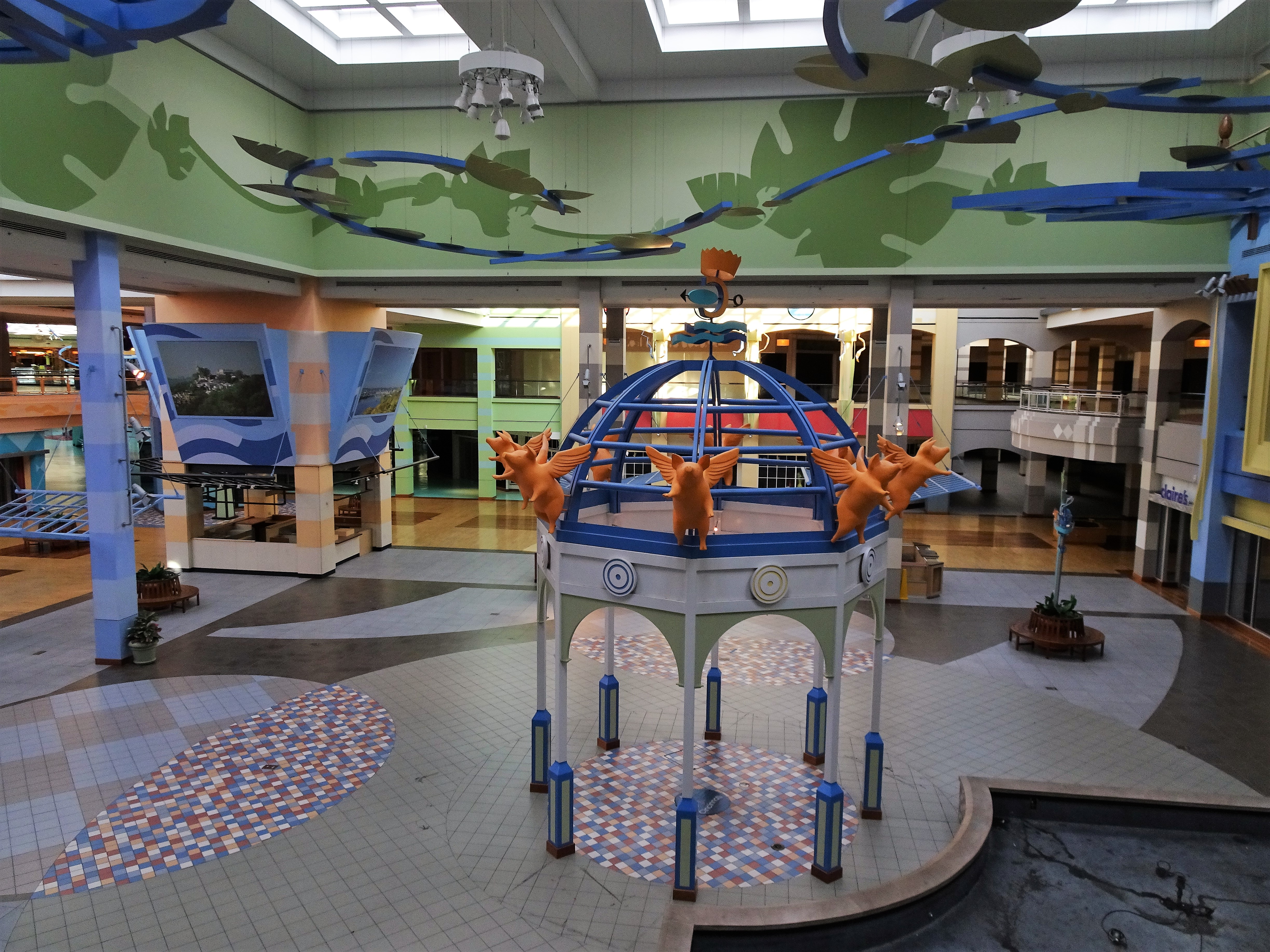
Foto de la desolado patio central de Forest Fair Village Mall.

Bigg's cerró en junio de 2008, poco después del cierre de Berean Christian Stores y Wonderpark. North Star Realty adquirió el centro comercial de Simon en enero de 2009. North Star propuso comenzar a convertir partes del centro comercial en espacio de oficinas, centros de llamadas u otros usos no comerciales, también renombrar la propiedad a Cincinnati Mall en marzo de 2009. Bajo la propiedad de North Star, Steve & Barry's abandonaron debido a la quiebra de la cadena, mientras que Off 5th, Guess, Lane Bryant y Dress Barn se mudaron a un centro comercial recién construido en Monroe. A pesar de la pérdida de estas tiendas y otros inquilinos en línea como MasterCuts y GNC, Totes Isotoner operaba un 2787 m² almacén en un espacio minorista desocupado cerca del patio de comidas. Además, los propietarios se habían atrasado en los impuestos a la propiedad. Cincinnati Holding Company compró el centro comercial en 2010, justo cuando cerraron Showcase Cinemas.

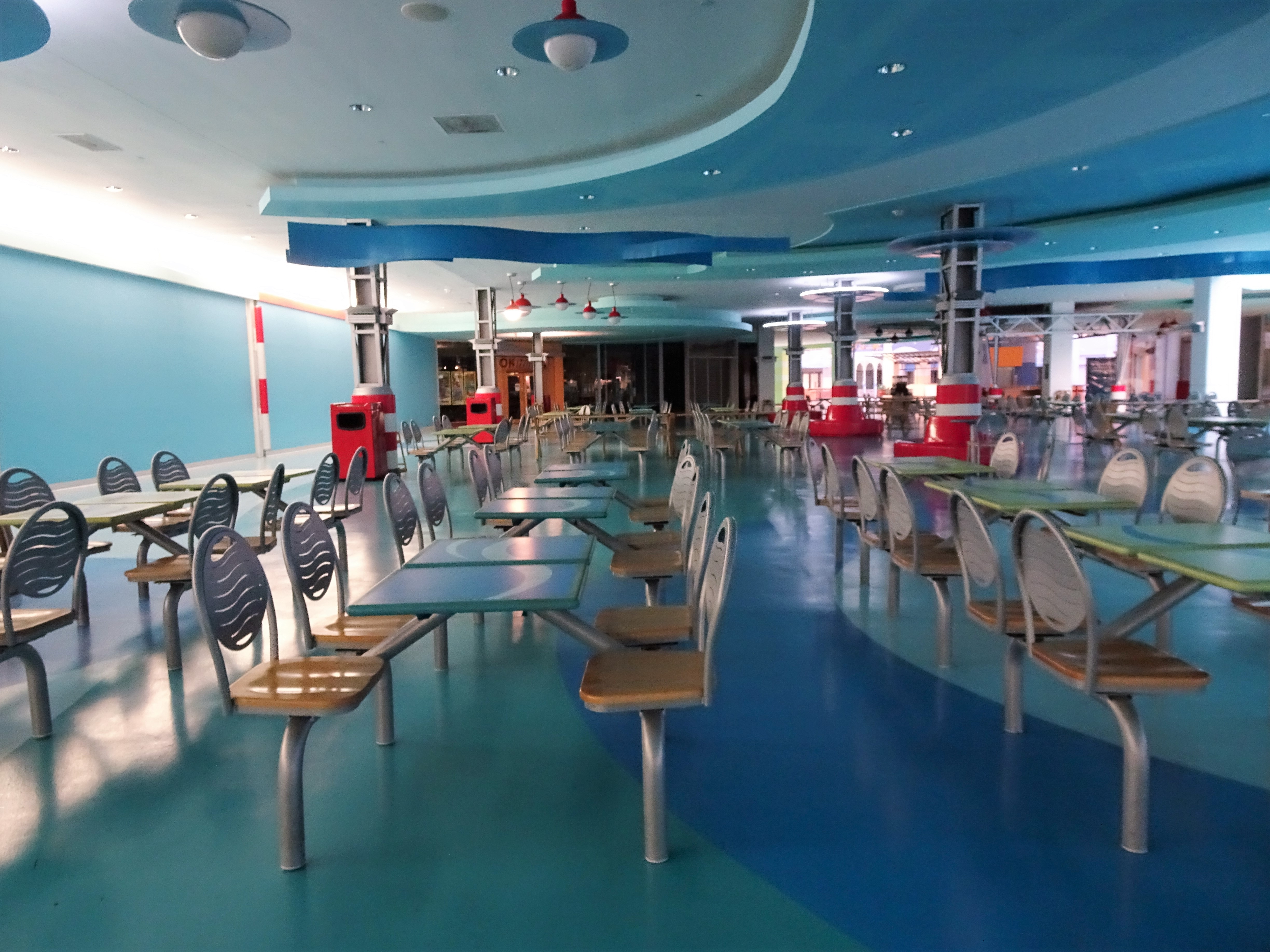
Patio de comidas de temática náutica, mayo de 2018.

En 2011, tres empresarios locales anunciaron planes para abrir pistas de hielo en el Bigg's desocupado. Para entonces, Guitar Center también había cerrado y se propuso un estudio para su espacio, mientras que se programó un hotel para el espacio del antiguo Elder-Beerman / Steve & Barry. Bass Pro Shops anunció planes para trasladarse a West Chester Township en 2013. En este punto, el centro comercial fue rebautizado una vez más, a Forest Fair Village. Además, se había abierto una nueva sala de juegos y un gimnasio. Además, Burlington Coat Factory se mudó del centro comercial en 2013, y Danbarry Dollar Saver cerró en 2014. La reubicación propuesta de Bass Pro Shops, combinada con los continuos impuestos en mora, generó retrasos en cualquier intento adicional de remodelación. Los planes de remodelación adicionales a través de la asociación con Prudential Commercial Real Estate fracasaron en 2014 cuando expiró el acuerdo de cotización de esa compañía.
Para 2017, solo Kohl's, Bass Pro Shops, una sala de juegos y un complejo de entretenimiento para niños seguían en funcionamiento. Un equipo de corretaje puso el centro comercial a la venta en 2017. A mediados de 2017, una empresa de medios cristiana había expresado su interés en utilizar parte de la propiedad del centro comercial para un estudio. En 2020, los inspectores de la ciudad de Forest Park citaron al edificio por una serie de violaciones del código, incluidas las salidas de emergencia selladas y la presencia de grafitis. Al mismo tiempo, la estación de noticias de Cincinnati WCPO-TV comenzó a investigar el centro comercial después de que los espectadores notaron que los camiones de entrega de Amazon Prime estaban usando el estacionamiento de la estructura para organizar las entregas.